# Apple A7 y M7

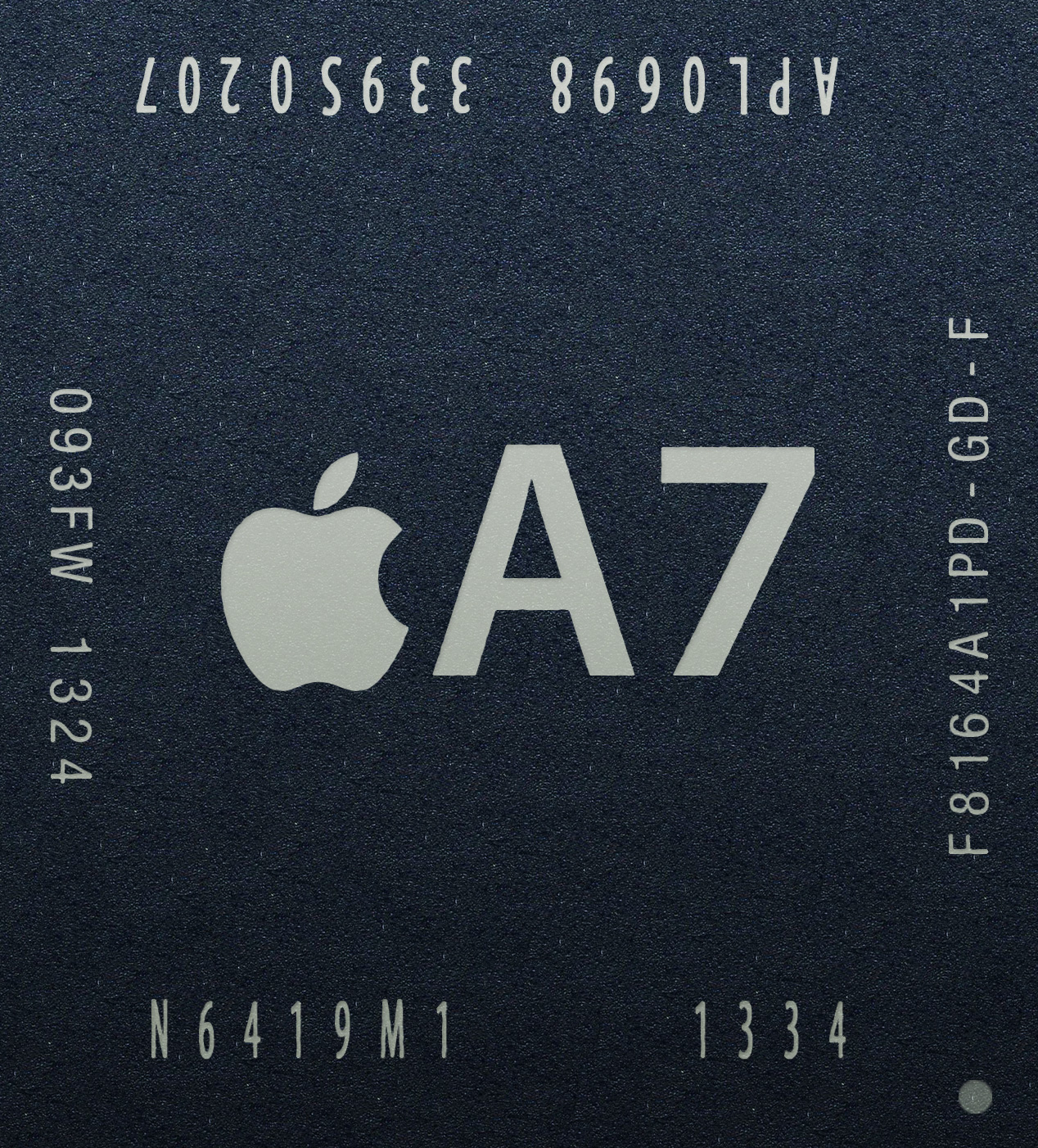
Microprocesador Apple A7 diseñado por Apple Inc.

El Apple A7 es un System on a chip de 64 bits diseñado por Apple Inc.. Su primera aparición fue en el teléfono inteligente iPhone 5S, presentado el 10 de septiembre de 2013. Apple afirma que este chip es hasta 2 veces más rápido y tiene doble potencia gráfica en comparación con el chip Apple A6, a pesar de que no sea el primero de 64 Bits Arquitectura ARM, es el primero en traerlo en los teléfonos inteligentes y en las tabletas. 

## Diseño
El A7 utiliza una unidad de procesamiento central basada en ArMV-8, con una arquitectura de 64 bits. Cuenta con una unidad de procesamiento de gráficos (GPU) que puede ser utilizada para especificar OpenGL ES 3.0. El A7 está formado por más de mil millones de transistores en un núcleo de 102mm² de tamaño. También incluye un nuevo procesador de señal de imagen (ISP), introducido por primera vez en el A5 de Apple, que se utiliza para la estabilización de imagen, corrección de imagen y balance de blancos.

## Apple M7
El Apple M7 es el co-procesador que gestiona el movimiento de los datos del acelerómetro, giroscopio y brújula que le ayudan a las aplicaciones de ejercicio físico para ser más precisos y reducir el uso de CPU, y ahorrar batería.